# Desinfektionsanstalt

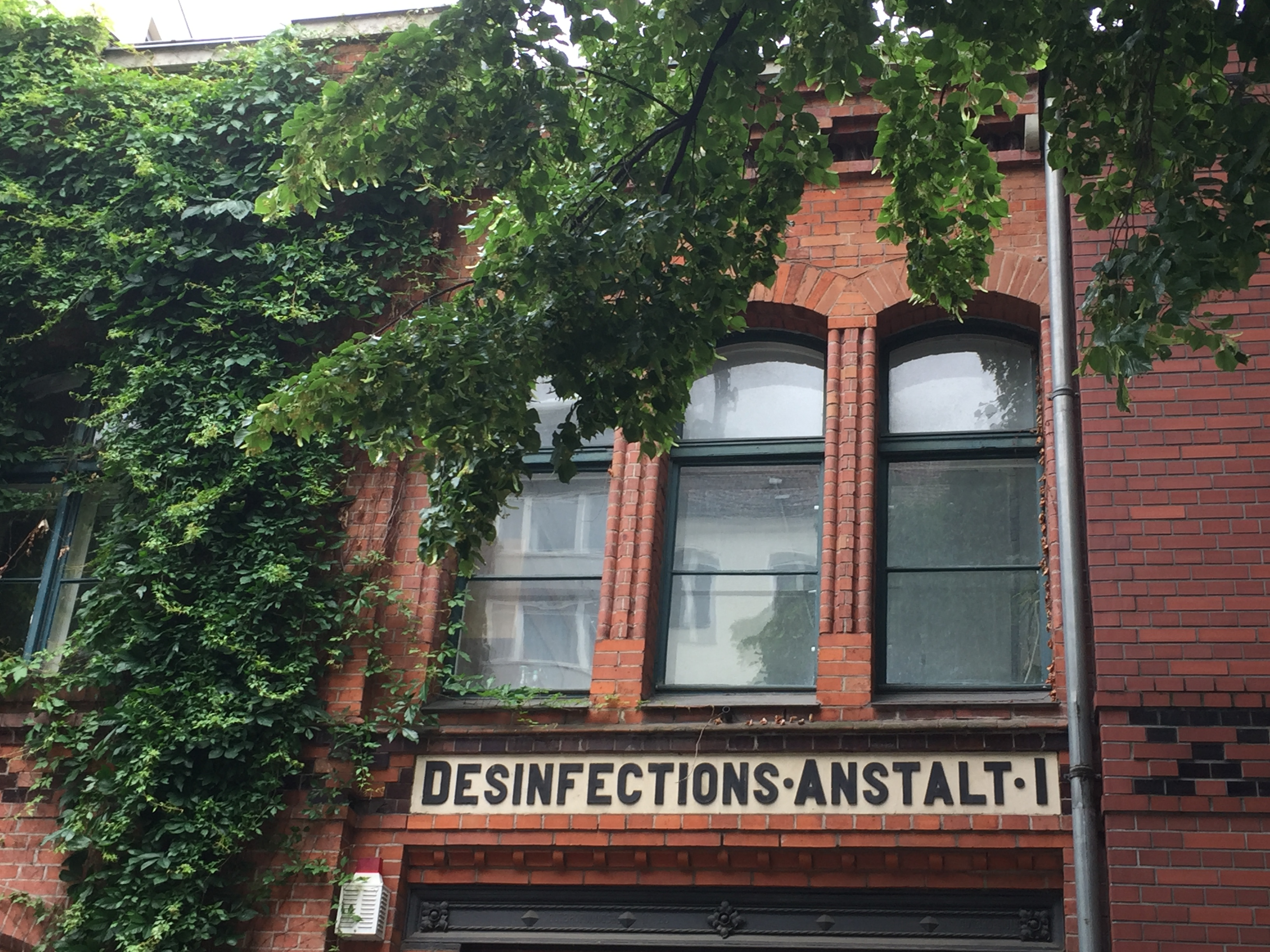
Desinfections Anstalt I, Berlin

Desinfektionsanstalten entstanden zu Ende des 19. Jahrhunderts und Beginn des 20. Jahrhunderts, vorwiegend um Kleider, Matratzen oder Bettwäsche von Kranken zu desinfizieren.

## Hintergrund
In den 1840er Jahren stieß der Wiener Arzt Ignaz Semmelweis erstmals auf die Bedeutung der Hygiene im medizinischen Bereich. In der Zeit danach entstand das Bewusstsein für Hygiene im Allgemeinen. 1865 wurde der in Deutschland erste Lehrstuhl für Hygiene eingerichtet, erster Inhaber war Max von Pettenkofer.
Hygiene wurde als wirksame Maßnahme erkannt, um Krankheiten wie Typhus, Cholera, Pocken, Ruhr oder Diphtherie zu vermeiden bzw. einzudämmen.

## Aufbau

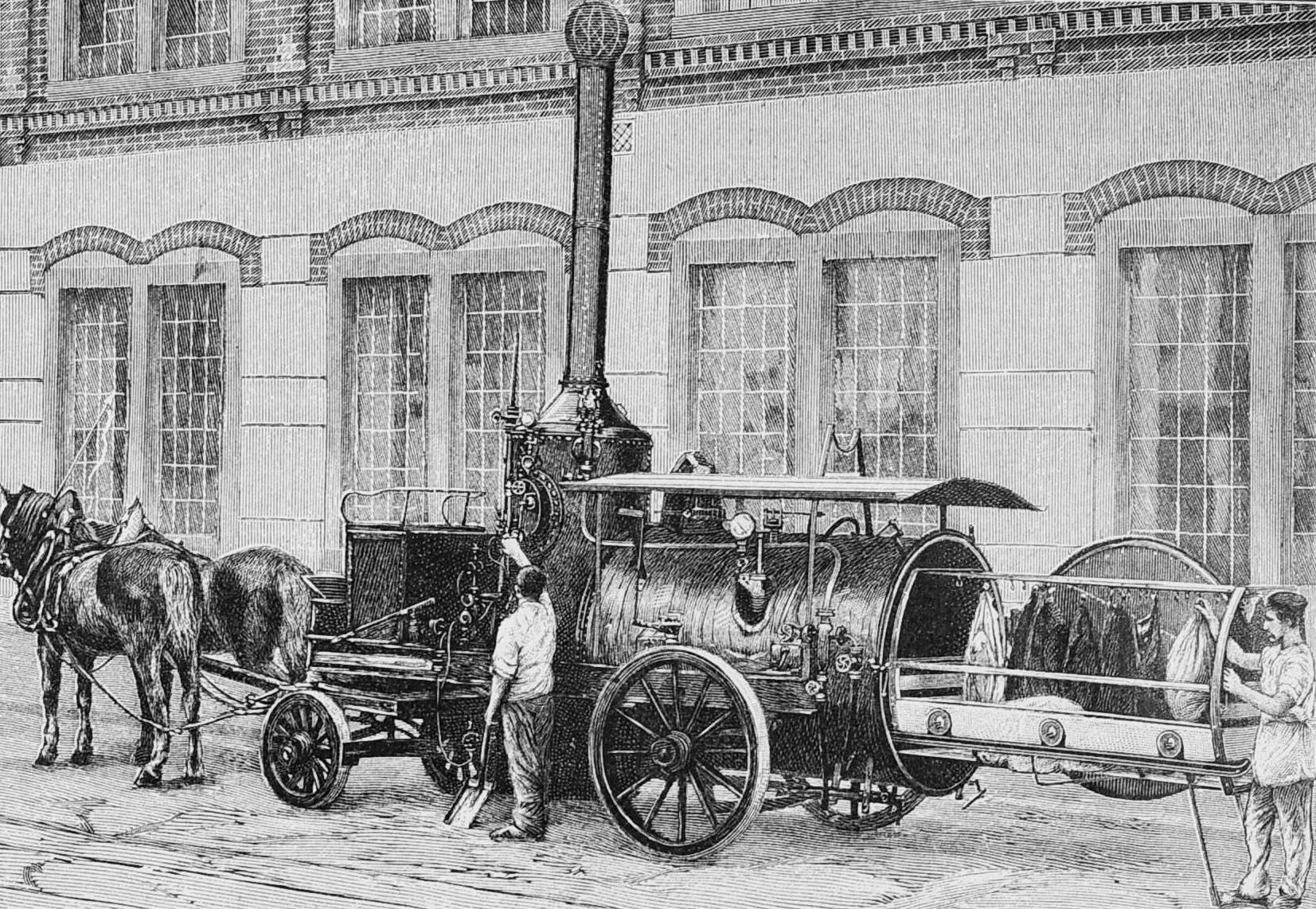
Eine fahrbare Desinfektionsanlage, in: Die Gartenlaube, 1892.

Desinfektionsanstalten dienten verschiedenen Zwecken. Neben der Desinfektion von Wäsche aller Art gab es Desinfektionsanstalten, in denen medizinisches Besteck desinfiziert wurde, in Anstalten an Schlachthöfen wurden Schlachterwerkzeug und Transportmittel desinfiziert. Neben der Desinfektion wurden später auch Untersuchungen auf übertragbare Krankheiten durchgeführt.
Eine typische Anstalt betrieb ein oder mehr Dampfkessel, die zu beiden Seiten hin geöffnet werden konnten. Es gab jeweils eine unreine (schmutzige) und eine reine Seite – ein Konzept wie es auch im Gerätepflege-Zentrum von Dräger später angeboten wurde. Es musste auf jeden Fall vermieden werden, Keime von der kontaminierten Seite auf die reine Seite gelangen zu lassen. Um dies zu gewährleisten, entstand der eigene Beruf des Desinfektors.

## Beispiele von Desinfektionsanstalten

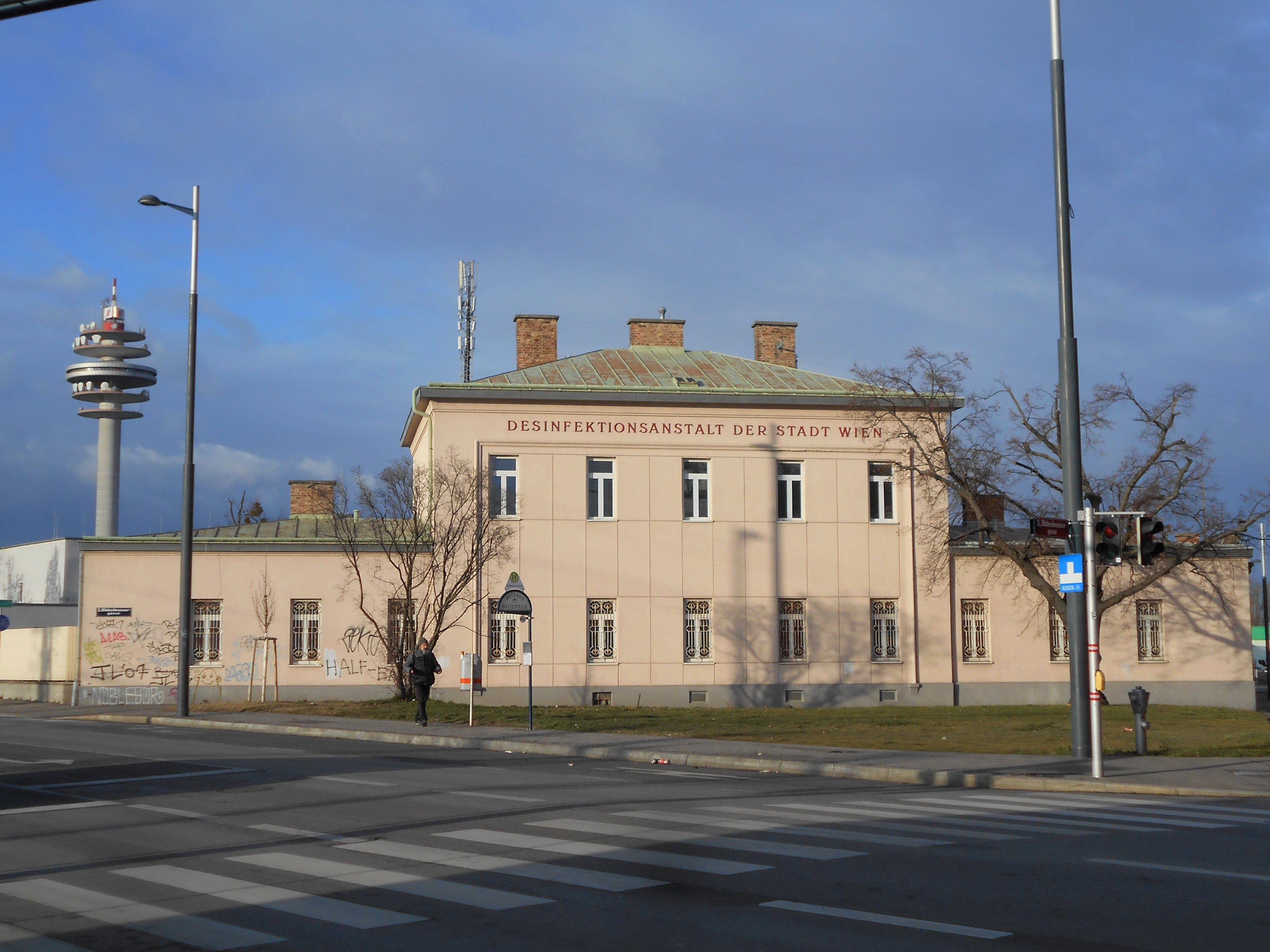
Desinfektionsanstalt der Stadt Wien

- Desinfektionsanstalt Berlin-Kreuzberg, Reichenberger Straße 66
- Desinfektionsanstalt Berlin-Schöneberg, Kärntener Str. 20/21
- Desinfektionsanstalt Berlin-Charlottenburg, Mollwitzstraße 2[3]
- Desinfektionsanstalt im Ferdinand-Sauerbruch-Klinikum, Arrenberg (Wuppertal-Elberfeld)[4]
- Desinfektionsanstalt am Krankenhaus Hamburg-Eppendorf
- Desinfektionszentrale in Dresden, 1901[5]
- Desinfektionsanstalt in Nürnberg, Brückenstraße 23[6]
- Desinfektionsanstalt der Stadt Wien, Hüttenbrennergasse 6[7]
- Desinfektionsanstalt Krefeld[8]
- Desinfektionsanstalt Zürich